# Verrucastygnus
Genre
Verrucastygnus est un genre d'opilions laniatores de la famille des Stygnidae.

## Distribution
Les espèces de ce genre sont endémiques du Brésil. Elles se rencontrent au Pará et en Amazonas

## Liste des espèces
Selon World Catalogue of Opiliones (05/10/2021) :
- Verrucastygnus caliginosus (Pinto-da-Rocha, 1990)
- Verrucastygnus hoeferscovitorum (Pinto-da-Rocha, 1997)

## Publication originale
- Pinto-da-Rocha, 1997 : « Systematic review of the Neotropical family Stygnidae (Opiliones, Laniatores, Gonyleptoidea). » Arquivos de Zoologia do Estado de São Paulo, vol. 33, no , p. 163–342.